# Ressorgiment
Ressorgiment fue una revista mensual escrita en catalán y que fue publicada en Buenos Aires (Argentina) de 1916 a 1972, siendo la más destacada de las revistas publicadas por los catalanes de Argentina. Inicialmente fue publicada con el nombre Resurgiment, pero a partir del número 20 cambió el nombre original por el de Ressorgiment por tal de adaptarse a las normas ortográficas de Pompeu Fabra. 

## Características
En total fueron publicados 677 números, cada uno de ellos de unas 15 a 20 páginas, y los doce números editados cada año tenían la misma portada. Sus fundadores fueron Pius Àrias, Manuel Cairol, Francesc Colomer e Hipòlit Nadal i Mallol. La portada de la revista era dibujada por artistas catalanes de renombre, muchos de ellos exiliados, como Pompeu Audivert, Lluís Macaya, Josep Planas i Casas, Feliu Elias i Bracons (Apa), Joan Vila i Pujol, Francesc Domingo, Martí Bas y Francesc Labarta, entre otros.
Su aparición fue irregular al principio, pero con los años llegaría a publicar un número mensual. El periodista y político catalanista Hipòlit Nadal i Mallol fue durante muchos años no solo el director sino también el alma de la revista, ya que era el redactor de la gran mayoría de los artículos publicados.

## Contenido
Su orientación política era nacionalista e independentista sin concesiones, con una línea que podía abastar los principales referentes políticos de Hipòlit Nadal, la Unión Catalanista de Domènec Martí i Julià y el primer Francesc Macià. Así mismo, era abierta a colaboradores con fuerte diversidad ideológica dentro del ámbito nacionalista catalán: Manuel Serra i Moret, Ventura Gassol, Pere Pagès i Elies (Víctor Alba), Esteve Albert i Corp, Miquel Ferrer Sanxis, Pere Foix i Cases, Joan Sauret i Garcia, Jordi Arquer i Saltor, Pierre Vilar, Josep Maria Batista i Roca, Josep Alemany i Borràs, Víctor Castells o Antoni Rovira i Virgili.
Su propósito era fomentar el uso del catalán y su estudio, así como dar a conocer la historia y la literatura catalanas y meditar sobre la posición de Cataluña en el mundo. La temática de los artículos era la actualidad catalana, literatura, crítica de libros e información general. También daba a conocer obras de escritores catalanes residentes en Argentina como Gràcia B. de Llorens, Enric Martí i Muntaner y Andreu Dameson.
Durante la etapa de la dictadura de Miguel Primo de Rivera (1923-1930) se publicaron un nombre importante de artículos sobre las actividades independentistas llevadas a cabo tanto por catalanes del interior como del exilio, y se hace referencia especial a los grupos relacionados con Francesc Macià (Estat Català y Bandera Negra). Dedicó especial atención a los artistas catalanes de América y a las colonias catalanes, y se adhirió a la Conferencia Nacional Catalana de 1953.

## Tirada
Su tirada máxima fue de 1.500 ejemplares, con una difusión por muchos países, y fue la revista catalana de más larga duración. Una colección entera se conserva en la Biblioteca de Catalunya.